# Прва савезна лига Југославије у хокеју на леду 1964/65.
Прва савезна лига Југославије у хокеју на леду 1964/65. је било осамнаесто послератно првенство Југославије.
Првенство је одиграно по двоструком лига систему (свако са сваким две утакмице).

## Клубови
- Београд
- Јесенице
- Крањска Гора
- Љубљана
- Партизан
- Медвешчак
- Младост
- Црвена звезда

За победу су се добијала 2, нерешено 1, а пораз 0 бодова.

## Коначни пласман
| Екипа                         | ИГ | Д  | Н | ИЗ | ГД  | ГП  | ГР   | Б  |
| ----------------------------- | -- | -- | - | -- | --- | --- | ---- | -- |
| 1. Јесенице, Јесенице         | 14 | 13 | 1 | 0  | 207 | 24  | +183 | 28 |
| 2. Љубљана, Љубљана           | 14 | 9  | 1 | 4  | 54  | 63  | -9   | 19 |
| 3. Крањска Гора, Крањска Гора | 14 | 9  | 0 | 5  | 108 | 66  | +44  | 18 |
| 4. Партизан, Београд          | 14 | 8  | 0 | 6  | 71  | 38  | +33  | 16 |
| 5. Медвешчак, Загреб          | 14 | 7  | 1 | 6  | 71  | 55  | +16  | 15 |
| 6. Црвена звезда, Београд     | 14 | 5  | 0 | 9  | 58  | 115 | -57  | 10 |
| 7. Београд, Београд           | 14 | 3  | 1 | 10 | 48  | 93  | -45  | 7  |
| 8. Младост Загреб             | 14 | 0  | 0 | 14 | 10  | 173 | -163 | 0  |

ИГ = одиграо, Д = победио, Н = нешерио, ИЗ = изгубио, ГД = голова дао, ГП = голова примио, ГР = гол-разлика, Б = бодова
| Првак Прве савезна лиге Југославије у хокеју на леду 1963/64. |
| ------------------------------------------------------------- |
| ХК Јесенице 8. Титула                                         |